# Karl Ernst Theodor Schweigger
Karl Ernst Theodor Schweigger (Halle, 28 ottobre 1830 – Berlino, 24 agosto 1905) è stato un oculista tedesco.

## Biografia
Era il figlio dello scienziato Johann Salomo Christoph Schweigger (1779-1857), inventore di un galvanometro precoce.
Studiò medicina a Erlangen e Halle, conseguendo il dottorato nel 1852. Successivamente diventò assistente medico di Peter Krukenberg (1788-1865) presso l'Università di Halle, e dal 1856 lavorò sotto l'anatomista Heinrich Müller (1820-1864) presso l'Università di Würzburg. A Würzburg studiò patologia microscopica e anatomia dell'occhio, sviluppando così un interesse per l'oftalmologia. Successivamente si trasferì a Berlino, dove trascorse sei anni come assistente di Albrecht von Graefe (1828-1870).
Nel 1868 fu nominato professore di oftalmologia presso l'Università di Gottinga e nel 1871 succedette ad Albrecht von Graefe come presidente di oftalmologia alla Charité-Berlino, incarico che ricoprì per 28 anni.
Ricordato per il suo lavoro che coinvolge la patologia microscopica dell'occhio. Fece delle ricerche sullo strabismo e glaucoma. A partire dal 1882 fu co-editore dell'archivio di Hermann Knapp per l'Augenheilkunde. Fu autore di un libro di testo sull'oftalmologia chiamato Handbuch der speciellen Augenheilkunde che fu poi tradotto in inglese come Handbook of ophthalmology  (1878, dalla 3ª edizione tedesca). Pubblicò anche un libro influente sull'oftalmoscopia dal titolo Vorlesungen über den Gebrauch des Augenspiegels (1864).